# Stitches
Stitches è un singolo del cantante canadese Shawn Mendes, pubblicato il 5 maggio 2015 come terzo estratto dal primo album in studio Handwritten.

## Descrizione
Seconda traccia del disco, Stitches, descritta dal New York Times come un pezzo pop, è stata scritta e prodotta da Daniel Parker, Teddy Geiger e Daniel Kyriakides.

## Promozione
Mendes ha eseguito il brano per la prima volta in televisione al Good Morning America il 17 aprile 2015. Il 29 aprile 2015 l'ha eseguito all'Ellen DeGeneres Show e al Conan. Ha poi cantato il brano in diverse cerimonie di premiazione, come i MuchMusic Video Award, i People's Choice Award e i Billboard Music Award.

## Video musicale
Un primo video musicale, diretto da Jon Jon Augustavo, è stato reso disponibile il 18 marzo 2015. Una seconda clip è stata presentata il 24 giugno 2015.

## Tracce
Download digitale – SeeB Remix
1. Stitches (SeeB Remix) – 2:47

## Formazione
Musicisti
- Shawn Mendes – voce
- Daylight – voce
- Teddy Geiger – voce
- Danny Parker – voce

Produzione
- Daylight – produzione, produzione vocale
- Teddy Geiger – produzione, ingegneria del suono
- Danny Parker – produzione
- Daniel Kyriakides – ingegneria del suono
- Myke Gaydusek – ingegneria vocale
- Tony Maserati – missaggio
- Tyler Scott – assistenza al missaggio

## Successo commerciale
Dopo essere salita dall'8º al 5º posto ad ottobre 2015, Stitches è divenuta la prima top five di Mendes nella Billboard Hot 100, grazie a 84 000 copie digitali, 98 milioni di ascoltatori radiofonici e 10,4 milioni di stream. Ad aprile 2016 ha venduto 2,3 milioni di download digitali in suolo statunitense.
Nella Official Singles Chart britannica il brano è riuscito a spodestare Love Yourself di Justin Bieber dalla vetta con un margine di 1 500 unità, divenendo la sua prima entrata ad eseguire tale traguardo.

## Classifiche

### Classifiche settimanali
| Classifica (2015-16) | Posizione massima |
| -------------------- | ----------------- |
| Australia            | 4                 |
| Austria              | 5                 |
| Belgio (Fiandre)     | 11                |
| Belgio (Vallonia)    | 10                |
| Canada               | 10                |
| Croazia              | 8                 |
| Danimarca            | 2                 |
| Finlandia            | 12                |
| Francia              | 86                |
| Germania             | 2                 |
| Irlanda              | 2                 |
| Italia               | 2                 |
| Lussemburgo          | 4                 |
| Messico              | 12                |
| Norvegia             | 2                 |
| Nuova Zelanda        | 5                 |
| Paesi Bassi          | 5                 |
| Polonia              | 4                 |
| Portogallo           | 4                 |
| Regno Unito          | 1                 |
| Repubblica Ceca      | 3                 |
| Russia               | 5                 |
| Slovenia             | 1                 |
| Slovacchia           | 4                 |
| Spagna               | 9                 |
| Stati Uniti          | 4                 |
| Svezia               | 2                 |
| Svizzera             | 6                 |
| Ucraina              | 21                |
| Ungheria             | 4                 |

### Classifiche di fine anno
| Classifica (2015) | Posizione |
| ----------------- | --------- |
| Australia         | 56        |
| Canada            | 27        |
| Italia            | 80        |
| Paesi Bassi       | 58        |
| Spagna            | 92        |
| Stati Uniti       | 36        |
| Svezia            | 14        |
| Ungheria          | 36        |
| Classifica (2016) | Posizione |
| Australia         | 43        |
| Austria           | 42        |
| Belgio (Fiandre)  | 66        |
| Belgio (Vallonia) | 83        |
| Croazia           | 31        |
| Danimarca         | 35        |
| Francia           | 126       |
| Germania          | 35        |
| Italia            | 22        |
| Nuova Zelanda     | 48        |
| Paesi Bassi       | 31        |
| Regno Unito       | 11        |
| Russia            | 30        |
| Slovenia          | 24        |
| Stati Uniti       | 23        |
| Spagna            | 42        |
| Svezia            | 60        |
| Svizzera          | 27        |
| Ucraina           | 107       |
| Ungheria          | 38        |

### Classifiche di fine decennio
| Classifica (2010-19) | Posizione |
| -------------------- | --------- |
| Regno Unito          | 48        |